# Upside-Down Magic - Magia imperfetta
Upside-Down Magic - Magia imperfetta (Upside-Down Magic) è un film TV di Disney Channel, diretto da 	Joe Nussbaum, è l'adattamento dell'omonima serie di libri fantasy di Sarah Mlynowski, Lauren Myracle ed Emily Jenkins.

## Trama
Le migliori amiche Elinor "Nory" Boxwood-Horace e Reina Carvajal scoprono di avere poteri magici: Nory può trasformarsi in animali e Reina può controllare il fuoco. Si iscrivono alla Sage Academy, una prestigiosa scuola di magia.
Alla Sage Academy, ci sono 5 diverse casate destinate agli studenti: la casata dei Fiammanti è per coloro che possono creare fuoco con le mani come Reina. La casata dei Forma-Mutanti è per coloro che possono trasformarsi in animali come Nory. La casata dei Fluttuanti è per coloro che possono volare a pochi metri da terra. La casata dei Faunanti è per coloro che possono parlare con gli animali. La casata dei Fantasmanti è per coloro che possono attirare gli oggetti da loro con un gesto della mano.
Reina mostra le sue abilità fiammanti mentre Nory si trasforma involontariamente in un ibrido gatto/drago mentre cerca di trasformarsi in un gattino. Reina viene inserita nella casata dei Fiammanti Avanzati, ma Nory viene inserita nel programma UDM (Upside-Down Magic) (Magia sottosopra) dalla preside Knightslinger, gestita dal giardiniere Budd Skriff. In questo programma ci sono studenti che hanno abilità imperfette, la preside Knightslinger li considera facili bersagli per la Magia Oscura, una forza malvagia, il lato nero della magia, che usa la magia di una persona contro tutti gli altri attraverso il possesso. Mentre Nory e i suoi compagni studenti pianificano segretamente di perfezionare le loro abilità mentre assistono Budd nella sua contabilità, la preside Knightslinger non è a conoscenza del fatto che la Magia Oscura abbia dei metodi per prendere di mira gli studenti più insicuri.
Reina scopre un libro sulla Magia Oscura, intitolato Manuale di Magie Ombrose, e ignara della leggenda della Magia oscura, che a Nory e agli altri UDM è stato insegnato, prende il libro e trova una pagina su come manifestare il proprio potere non sfruttato. Reina legge la pagina perché è stata sminuita da un compagno della casata di nome Phillip che ha più esperienza fiammante di lei.
Budd scopre che i suoi studenti stanno lavorando per perfezionare le loro abilità in segreto e accetta di aiutarli mentre la preside Knightslinger non lo scopre.
Il giorno dopo, Reina si prepara al Giorno dei Fondatori, dove Reina compete contro Phillip. I poteri di Reina sono insolitamente forti e lei può rappresentare i Fiammanti. Nory tenta di fermare la competizione dimostrando che può trasformarsi in un gattino, ma diventa invece un ibrido tra cinghiale/gatto/drago. Reina usa la mossa Fiammante preferita di Nory (la Palla di Fuoco) per far ritrasformare Nory, ma quasi brucia Nory perché i poteri di Reina sono stati così insolitamente rafforzati.
Reina incontra Chandra, una compagna Fiammante che si fida delle abilità di Reina. Il libro sulla Magia Oscura inizia ad apparire dopo dove Reina va e Reina dice a Chandra di portare il libro con sé. Chandra lo prende, ma riappare nella stanza dove è Reina. Chandra rivela di essere un'incarnazione della Magia Oscura in forma umana, quando gli altri Fiammanti non riescono a vedere con chi Reina sta parlando. Chandra manipola Reina e la possiede. Al Giorno dei Fondatori, Reina sale a rappresentare i Fiammanti e usa un complicato trucco fiammante e diventa un essere simile a un'ombra che minaccia di distruggere l'intera scuola. Alla fine, sono gli UDM che riescono a salvare Reina e riportarla alla normalità; Reina è abbastanza forte da riuscire a sconfiggere la Magia Oscura che la possedeva.
Dopo l'incidente, Nory e gli UDM vengono spostati nelle rispettive casate magiche e Budd è ora un insegnante ufficiale dei Faunanti.
Nella scena finale, il libro sulla Magia Oscura cade dallo scaffale mentre si apre su una pagina specifica che mostra il logo magico con un simbolo che è stato rimosso nel normale logo magico. La Magia Oscura non è stata completamente sconfitta e sembra avere la sua categoria di magia perduta che vuole mostrare al mondo a qualsiasi costo distruttivo.

## Personaggi
- Elinor "Nory" Boxwood-Horace: una Forma-Mutante anormale di 13 anni che può trasformarsi in insoliti animali ibridi come in un Dragattino (un ibrido tra gatto e drago).
- Reina Carvajal: la migliore amica di Nory e studentessa Fiammante in grado di manipolare il fuoco.
- Budd Skriff: l'insegnante della scuola di UPD (Upside-Down Magic) (Magia sottosopra) e giardiniere che si rivelò essere un Faunante anormale che può comunicare agli animali solo cantando.
- Elliot Cohen: un Fiammante anormale che può fare fumo invece del fuoco.
- Pepper "Pepe" Paloma: una Fantasmante anormale che può allontanare le cose da lei.
- Andres Padillo: un Fluttuante anormale che può volare ad altezze molto alte, ma che ha problemi a tornare giù, per cui utilizza una corda o un peso per rimanere a terra.
- Linda Knightslinger: la preside della Sage Academy.
- Chandra: una manifestazione della Magia Oscura che può essere vista solo da Reina.
- Phillip: uno studente della casata Fiammante che sminuisce e compete con Reina.
- Professoressa Argon: l'insegnante della casata Fiammante.
- Professoressa Han: l'insegnante della casata Forma-Mutante.
- Professor Lewis: l'insegnante della casata Fantasmanti.

## Produzione

### Sviluppo e cast
Disney Channel ha optato per la serie di libri nel 2015. La produzione è iniziata nell'agosto 2019 con l'annuncio del cast. Joe Nussbaum ha diretto e prodotto il film, con Suzanne Farwell e Susan Cartsonis come produttrici esecutive, Nick Pustay e Josh Cagan hanno lavorato alla sceneggiatura.

### Riprese
Le riprese si sono svolte sull'isola di Vancouver. La Shawnigan Lake School è stata usata come ambientazione per la Sage Academy, con gli studenti usati come comparse.

## Promozione
Il primo teaser trailer è stato pubblicato il 14 febbraio 2020, un secondo teaser trailer del film è stato pubblicato il 20 marzo 2020, mentre il trailer è stato pubblicato il 18 giugno 2020, un terzo teaser trailer è stato pubblicato il 9 luglio 2020 e un quarto teaser trailer è stato pubblicato 17 luglio 2020.
In Italia un primo teaser trailer è stato pubblicato il 28 marzo 2020 e un secondo teaser trailer è stato pubblicato l'11 dicembre 2020.

## Distribuzione
Upside-Down Magic - Magia imperfetta è stato trasmesso negli Stati Uniti su Disney Channel il 31 luglio 2020. In Italia è stato pubblicato l'11 dicembre 2020 su Disney+.